# 赖特堡 (肯塔基州)
赖特堡（英語：Fort Wright），是美国肯塔基州的一座城市。建立于1941年，面积约为8.8平方公里（3.4平方英里）。根据2010年美国人口普查，该市的人口为5,723人。